# Here's 2 Us
"Here's 2 Us" é uma canção da cantora pop norte-americana Victoria Justice. Foi lançada em 24 de Novembro de 2012 como segundo single digital da terceira trilha sonora da série Victorious.

## Performances
Teve sua performance no episódio "One Thousand Berry Balls", da 4ª temporada da série (Victorious).

## Composição
A faixa, de aproximadamente 3 minutos e 21 segundos de duração, deriva do gênero blues.

## Videoclipe
O clipe estreou na Nickelodeon em 24 de Novembro de 2012 e apresenta Victoria cantando a música no episódio "One Thousand Berry Balls".

## Faixas e versões
"Here's 2 Us" foi lançada como single digital em 24 de Novembro de 2012 em lojas digitais, como o iTunes.
| Download digital |               |                                               |         |  |
| N.º              | Título        | Compositor(es)                                | Duração |  |
| 1.               | "Here's 2 Us" | Evan Bogart, Lindy Robbins & Emanuel Kiriakou | 3:21    |  |